# Коблов, Дмитрий Сергеевич
Дмитрий Сергеевич Коблов (род. 30 ноября 1992, Шымкент) — казахстанский легкоатлет, специалист по барьерному бегу и спринту. Выступал за сборную Казахстана по лёгкой атлетике в 2009—2019 годах, серебряный призёр Азиатских игр и чемпионата Азии в помещении, многократный победитель первенств национального значения, участник летних Олимпийских игр в Рио-де-Жанейро. Мастер спорта международного класса Республики Казахстан.

## Биография
Дмитрий Коблов родился 30 ноября 1992 года в Шымкенте, Казахстан. Занимался лёгкой атлетикой под руководством тренера Константина Алексеевича Редько. Окончил Южно-Казахстанский государственный университет имени М. О. Ауэзова.
Дебютировал на международном уровне в сезоне 2009 года, когда вошёл в состав казахстанской сборной и выступил на юношеском мировом первенстве в Брессаноне, где в зачёте бега на 400 метров с барьерами стал шестым.
В 2010 году в той же дисциплине занял четвёртое место на юниорском азиатском первенстве в Ханое, стартовал на юниорском мировом первенстве в Монктоне.
Будучи студентом, в 2013 году представлял Казахстан на Всемирной Универсиаде в Казани — в 400-метровом барьерном беге дошёл до стадии полуфиналов.
В 2014 году бежал 400 метров с барьерами на Азиатских играх в Инчхоне.
В 2015 году был пятым на чемпионате Азии в Ухане, выступил на Универсиаде в Кванджу.
В июне 2016 года победил на Мемориале Колпакова в Бишкеке, установив при этом свой личный рекорд в беге на 400 метров с барьерами — 49,39. Выполнив олимпийский квалификационный норматив (49,40), удостоился права защищать честь страны на летних Олимпийских играх в Рио-де-Жанейро — на предварительном квалификационном этапе барьерного бега на 400 метров показал время 49,87, чего оказалось недостаточно для выхода в следующую стадию соревнований.
В 2017 году на чемпионате Азии в Бхубанешваре стал четвёртым в беге на 400 метров с барьерами и восьмым в эстафете 4 × 400 метров. В тех же дисциплинах позднее стартовал на Универсиаде в Тайбэе.
В 2018 году выиграл серебряную медаль в эстафете 4 × 400 метров на чемпионате Азии в помещении в Тегеране. На Азиатских играх в Джакарте финишировал шестым в 400-метровом барьерном беге и завоевал бронзовую награду в смешанной эстафете 4 × 400 метров (позже в связи с допинговой дисквалификацией победившей команды Бахрейна поднялся в итоговом протоколе на вторую позицию).
В 2019 году отметился выступлением на чемпионате Азии в Дохе.
За выдающиеся спортивные достижения удостоен почётного звания «Мастер спорта международного класса Республики Казахстан».